# Steinkammer im Adamshai

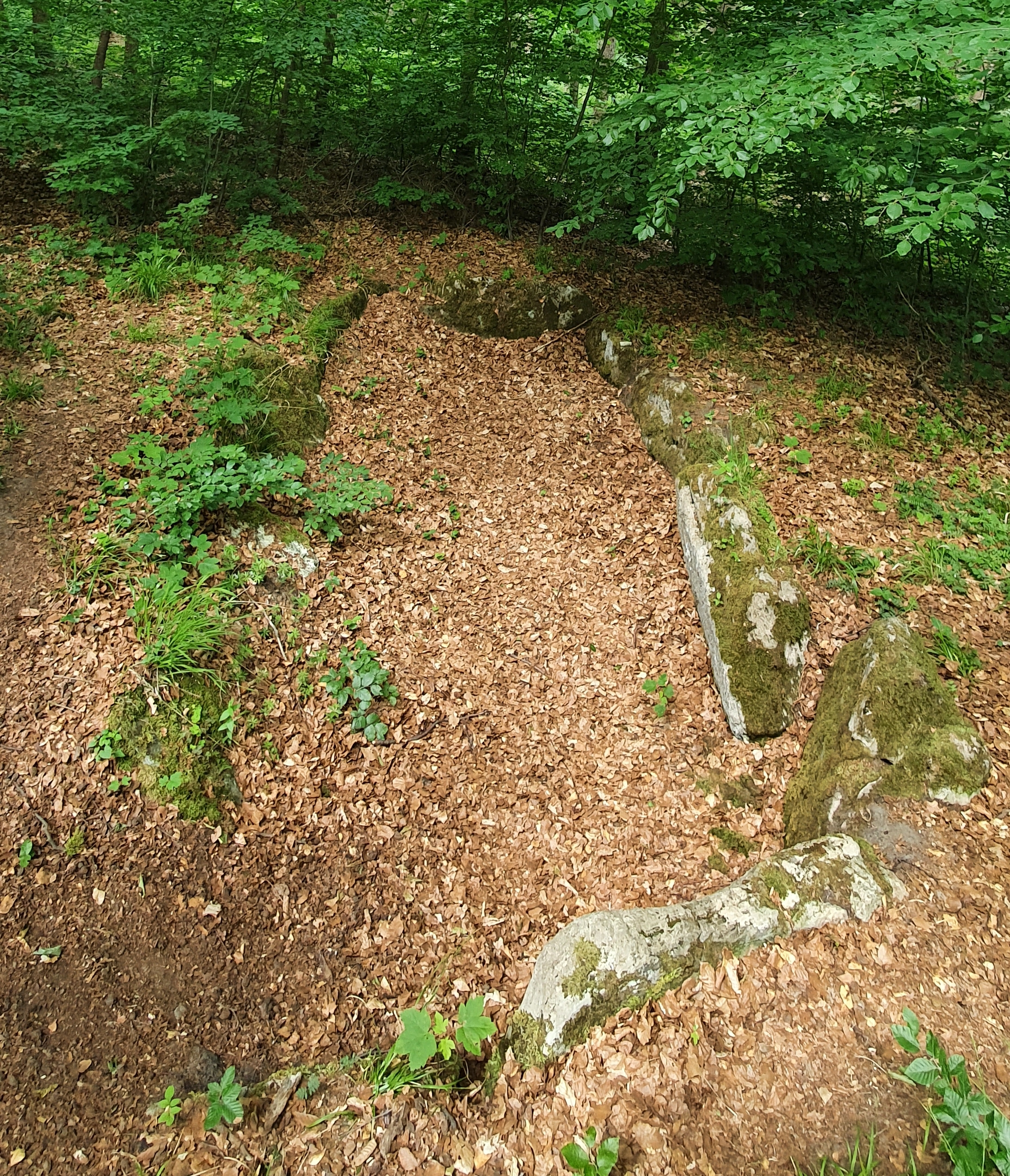
Steinkammer im Adamshai (Landkreis Wolfenbüttel)

Die Steinkammer im Adamshai (Waldgebiet) liegt etwa 600 m südwestlich der Brunkelburg bei Erkerode im Reitlingstal im Elm im Kreis Wolfenbüttel in Niedersachsen.
Im sanft ansteigenden Gelände liegt eine teilweise zerstörte und überwachsene neolithische Steinkammer von etwa sechs Metern Länge und zwei Metern Breite, in einem flachen Erdhügel von 30 m Länge. Insgesamt elf ihrer Tragsteine aus Kalksteinplatten sind zu erkennen. Zum Teil stehen sie in situ. Die Tragsteine der südwestlichen Langseite sind nach außen verkippt. Eine Lücke zeigt entweder den ehemaligen Kammerzugang oder weist auf einen fehlenden Tragstein hin. Von den Decksteinen und den Steinen der Hügeleinfassung ist keiner erhalten.
Im 19. Jahrhundert wurde die Kammer mit der Sprockhoff-Nr. 814 planlos ausgegraben. Dabei wurden Reste von elf Skeletten, einige Feuersteingeräte und Keramik unbestimmter Art gefunden. Die kulturelle Zuweisung der Kammer ist nicht entschieden (Trichterbecher- (TBK) oder Wartbergkultur). Sie wird teils als Steinkiste (W. Schrickel, 1965) aufgefasst, teils zur nordischen Megalitharchitektur (G. Körner, 1962) gezählt. Die Region liegt im Überschneidungsgebiet der Altmärkischen Tiefstichkeramik mit den Gruppen bzw. Kulturen von Wartberg und drei Gruppen der TBK (Nord, Ost und Südgruppe). Wenige Meter südlich der Kammer befindet sich ein großer Hügel, der ein zweites Grab enthalten könnte.